# Guerra de Torstenson
La guerra de Torstenson, controvèrsia d'Hannibal o guerra d'Hannibal (noruec Hannibalsfeiden) és un conflicte que va tenir lloc entre 1643 i 1645 entre l'Imperi suec i el regne de Dinamarca i Noruega al final de la Guerra dels Trenta Anys. Els diferents noms d'aquest conflicte fan referència al suec Lennart Torstenson i al governador-general noruec Hannibal Sehested.
Dinamarca, que ja s'havia retirat de la Guerra dels Trenta Anys amb la firma de la Pau de Lübeck el 1629, pateix una derrota major. Amb el Tractat de Brömsebro (1645), que posa fi a aquesta guerra, Dinamarca ha de fer importants concessions territorials i eximir a Suècia dels drets del Dund, i reconeix de facto la fi del dominium maris baltici danès. Els esforços danesos per recuperar aquests territoris durant els conflictes següents: (Primera Guerra del Nord, Guerra d'Escània i Gran Guerra del Nord) no obtindran cap mena de resultat.

## Context
Suècia havia aconseguit nombroses victòries en el marc de la Guerra dels Trenta Anys, i havia vençut els exèrcits danesos a Alemanya, sota el regnat de Gustau II Adolf i, després de la seva mort, sota les ordres del comte Axel Oxenstierna, Gran Canceller de Suècia.
Poc després de la seva derrota a Rocroi, Ferran va convidar Suècia i França a assistir a les converses de pau a les ciutats de Münster i Osnabrück a Westfàlia, però aquestes negociacions es van retardar quan Cristià IV de Dinamarca va bloquejar Hamburg i va augmentar els pagaments dels drets del Sund al Bàltic afectant greument les economies holandesa i sueca. Al mateix temps, Suècia continuava sent amenaçada per Dinamarca i Noruega, que envoltaven completament Suècia al sud (Blekinge, Escània, i Halland), a l'oest (Bohuslän) i cap al nord-oest (Jämtland). Els Drets del Sund danesos eren igualment una font constant de tensió i un factor que va contribuir al desencadenament de les hostilitats. A la primavera 1643, el Consell privat determina que les forces militars sueques preveien possible que hi hagués guanys territorials en detriment de Dinamarca. El comte concep un pla ofensiu i condueix un atac sorpresa sobre diversos fronts contra Dinamarca el maig.

## Començament de les hostilitats
El mariscal suec Lennart Torstensson rep l'ordre de marxar amb els seus exèrcits sobre Dinamarca. Les seves forces surten de Moràvia i entren sobre el territori danès a Holstein el 12 de desembre i al final del mes de gener de 1644) la península de Jutlàndia havia caigut a les seves mans. El febrer de 1644, el general suec Gustaf Horn ocupa un gran parts de les províncies - llavors sota sobirania danesa - de Halland i d'Escània, a excepció de la fortalesa danesa de la ciutat de Malmø, amb un exèrcit d'11.000 homes.

## Respostes

### Dinamarca
La invasió de Jutlàndia amb suport naval holandès va agafar desprevinguda i mal preparada Dinamarca, però el rei Cristià IV va conservar el seu estat d'ànim. Ferran va reunir un exèrcit imperial comandat per Matthias Gallas per atacar els suecs per la rereguarda, però Torstensson va deixar Carl Gustaf Wrangel per acabar la guerra a Dinamarca i va marxar contra l'Imperi el maig de 1644 sense que Gallas pogués aturar-lo. Cristià IV va posar la seva confiança en la flota per protegir les illes del territori, resultant victoriosa a la batalla de Colberger Heide l'1 de juliol de 1644, però va patir una derrota decisiva en la batalla de Fehmarn el 13 octubre de 1644, contra d'una flota holandesa i sueca i els danesos van demanar la pau després de la seva derrota.

### Noruega
Noruega, que llavors estava governada pel gendre de Cristià, el Governador General Anibal Sehested, va ser un participant reticent. El poble de Noruega es va oposar a un atac a Suècia, perquè sospitava correctament que un atac a Suècia només deixaria oberta la porta per al contraatac. La seva oposició a la direcció de Statholder Sehested va créixer amargament, i la guerra va ser satiritzada com la "guerra contra Anibal." És comprensible que els danesos es preocupessin poc pel sentiment del poble de Noruega quan la mateixa Dinamarca es veia seriosament amenaçada. Per tant, Jacob Ulfeld va iniciar un atac a Suècia des de la noruega Jemtland. Va haver de retrocedir fora de Suècia i les tropes sueques van ocupar temporalment Jemtland, i també van avançar a la noruega Østerdal abans de ser rebutjades.
Sehested havia fet preparatius per avançar amb el seu propi exèrcit i un exèrcit semblant sota les ordres de Henrik Bjelke cap a la regió sueca de Värmland, però va rebre ordres d'ajudar el rei en l'atac danès a Göteborg. A l'arribada de Sehested el rei es va unir a la seva flota i es baté heroicament, tot i els ferits, i impedí que l'exèrcit del Torstensson es pogués desplaçar a les illes daneses.
Al front noruec, Sehested va atacar la recentment fundada ciutat sueca de Vänersborg i la va destruir. També va enviar tropes noruegues sota el comandament de George von Reichwein a la frontera amb Vinger i Eidskog, així com les tropes sota Henrik Bjelke a la regió sueca de Dalsland.

## Desenllaç

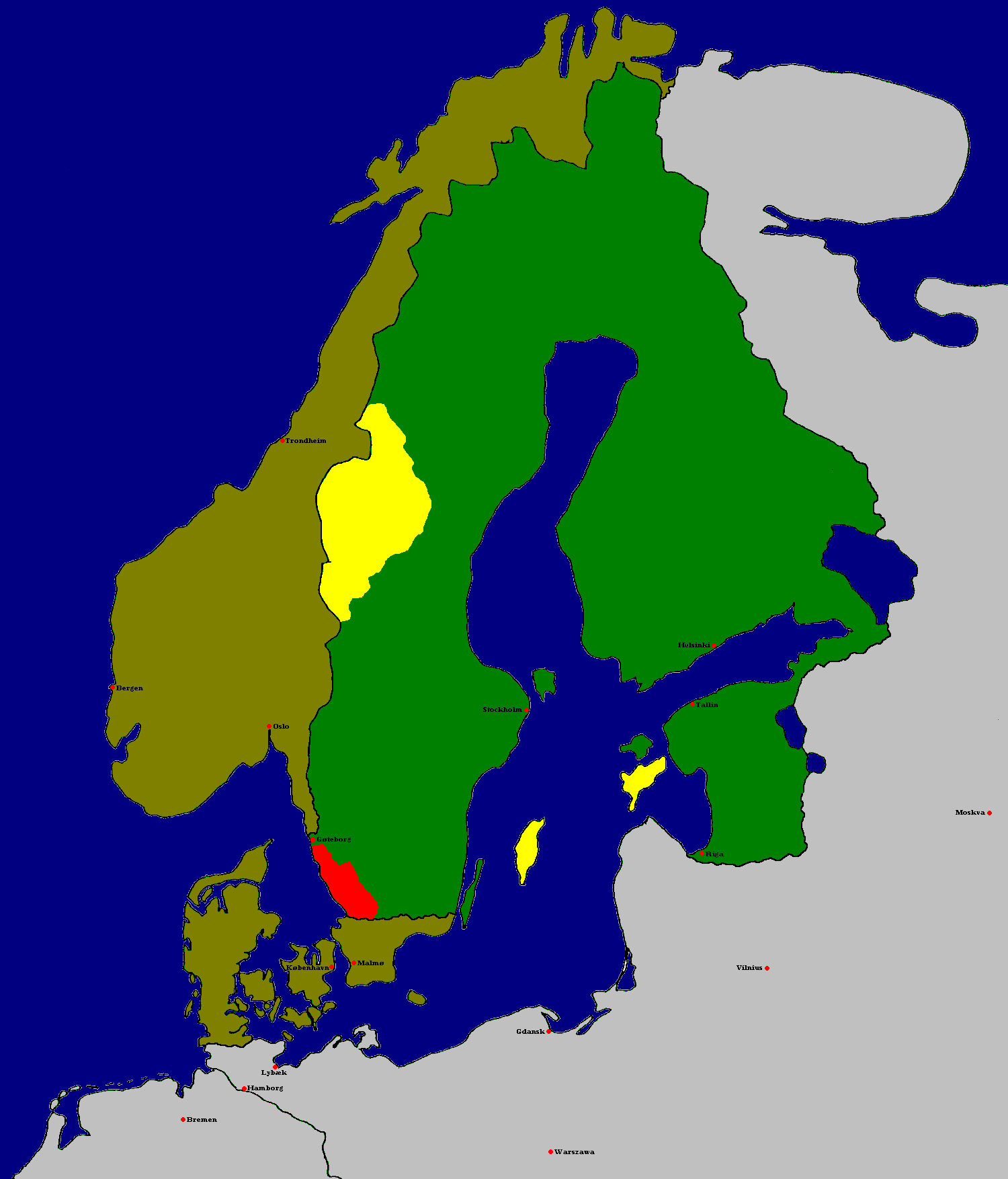
El Tractat de Brömsebro el 1645. Marró: Dinamarca-Noruega; Verd: Suècia, groc: les províncies de Jämtland, Härjedalen, Idre i Sarna i les illes del Mar Bàltic de Gotland i Osel, que van ser cedides a Suècia; Vermell: la província de Halland, cedida per 30 anys

Les forces daneses de Christian estaven tan esgotades que es va veure obligat a acceptar la mediació de França i les Províncies Unides per demanar la pau, i signar la Pau de Brömsebro el 13 d'agost de 1645, un desastre humiliant per al regne de Dinamarca-Noruega. Els suecs havien aconseguit molt amb seu atac sorpresa a Dinamarca. Estaven exempts dels Drets del Sund, el peatge per passar per territori danès en el Mar Bàltic. Dinamarca-Noruega va cedir a Suècia les províncies noruegues de Jemtland, Hejedalen i Idre i Serna i les estratègiques illes daneses de Gotland al centre del Mar Bàltic i Øsel al Mar Bàltic. A més, Suècia va ocupar la província danesa de Halland, així com altres territoris durant 30 anys com a garantia d'aquestes disposicions. A la pau també s'incloïa l'hereu al tron danès, Frederic II, administrador diocesà del Príncep-Arquebisbat de Verden (1634 -1645) i de l'Arquebisbat de Bremen (1635-1645), que va haver de renunciar, amb els dos prínceps-bisbats ocupats pels suecs. D'acord amb la Pau de Westfàlia tots dos prínceps-bisbes príncep es van convertir en un feu del Sacre Imperi Romanogermànic per a la corona sueca el 1648.

## Conseqüències a llarg termini
La derrota de Dinamarca inverteix l'equilibri històric de poder al Bàltic. Suècia ja pràcticament controlava el Bàltic, tenia accés lliure a la Mar del Nord i ja no estava envoltada per Dinamarca-Noruega.
Igual d'important, el reeixit atac sorpresa l'èxit assegurava que Dinamarca-Noruega ara buscava una oportunitat per recuperar les seves pèrdues, mentre que Suècia buscava oportunitats per expandir encara més, la qual coa posà les bases per a la continuació del conflicte al Bàltic durant el segle següent.